# عدنان محمد
عدنان محمد (انگلیسی: Adnan Mohammad؛ زادهٔ ۲ ژوئیهٔ ۱۹۹۶) بازیکن فوتبال اهل پاکستان-دانمارک است.
از باشگاه‌هایی که در آن بازی کرده است می‌توان به باشگاه فوتبال نورشلان اشاره کرد.
وی همچنین در تیم ملی فوتبال پاکستان بازی کرده است.